# Kraftspring
Et kraftspring er en akrobatisk bevægelse, hvor en person starter fra stående stilling, sætter begge hænder samtidigt forlæns på gulvet, fører benene over hovedet, og sætter af med hænderne for til sidst at lande på fødderne igen efter derved at have udført en forlæns rotation.